# Kenneth Faried
Kenneth Bernard Faried Lewis (ur. 19 listopada 1989) – amerykański koszykarz grający na pozycji silnego skrzydłowego, mistrz świata z 2014, obecnie zawodnik CSKA Moskwa.
W drafcie NBA w 2011 roku został wybrany z 22 numerem przez Denver Nuggets. 22 października 2012 jego debiutancki kontrakt został automatycznie przedłużony przez Denver Nuggets do końca sezonu 2013/14. W lutym 2013 został wybrany MVP meczu Rising Stars Challenge, w którym zdobył 40 punktów i 22 zbiórki. W 2014 wraz z reprezentacją Stanów Zjednoczonych zdobył złoto podczas Mistrzostw Świata w Hiszpanii. Faried ze średnimi na poziomie 12,2 punktu i 7,7 zbiórki na mecz został wybrany do pierwszej piątki turnieju. 8 października 2014 Faried podpisał przedłużenie kontraktu z Nuggets, które według Yahoo! Sports opiewa na kwotę 60 milionów dolarów.
13 lipca 2018 trafił do Brooklyn Nets w wyniku wymiany.
21 stycznia 2019 podpisał umowę z Houston Rockets. 6 listopada został zawodnikiem chińskiego Zhejiang Guangsha Lions.
9 października 2021 dołączył do rosyjskiego CSKA Moskwa.

## Osiągnięcia
Stan na 9 października 2021, na podstawie, o ile nie znaleziono inaczej.
NCAA
- Uczestnik turnieju NCAA (2009, 2011)
- Obrońca roku:
  - NCAA według NABC (2011)[13]
  - konferencji Ohio Valley (OVC – 2009, 2010, 2011)
- 2-krotny zawodnik roku konferencji Ohio Valley (2010, 2011)[14]
- MVP:
  - turnieju konferencji Ohio Valley (2009)
  - meczu gwiazd NCAA – Reese's College All-Star Game (2011)
- Zaliczony do:
  - I składu:
    - All-OVC (2009, 2010, 2011)
    - turnieju OVC (2009, 2010, 2011)
    - najlepszych nowo-przybyłych zawodników OVC (2008)

  - II składu All-American (2011)
- Lider:
  - NCAA w zbiórkach (2011)[15]
  - wszech czasów NCAA w zbiórkach (po 1973 roku)

NBA
- MVP NBA Rising Stars Challenge (2013)
- Laureat nagrody J. Walter Kennedy Citizenship Award (2013)[16]
- Zaliczony do składu I składu debiutantów NBA (2012)[17]
- Uczestnik:
  - Rising Stars Challenge (2013)
  - konkursu wsadów NBA (2013)
- Zawodnik tygodnia NBA (12.11.2012)
- Debiutant miesiąca NBA (kwiecień 2012)

Reprezentacja
- Mistrz świata (2014)
- Zaliczony do I składu mistrzostw świata (2014)

## Statystyki w NBA
Na podstawie Basketball-Reference.com.

### Sezon regularny
| Sezon   | Drużyna  | M   | S5  | MPG  | FG%   | 3P%   | FT%   | RPG | APG | SPG | BPG | PPG  |
| ------- | -------- | --- | --- | ---- | ----- | ----- | ----- | --- | --- | --- | --- | ---- |
| 2011/12 | Denver   | 46  | 39  | 22,5 | 58,6% | –     | 66,5% | 7,7 | 0,8 | 0,7 | 1,0 | 10,2 |
| 2012/13 | Denver   | 80  | 80  | 28,1 | 55,2% | –     | 61,3% | 9,2 | 1,0 | 1,0 | 1,0 | 11,5 |
| 2013/14 | Denver   | 80  | 77  | 27,2 | 54,5% | 0,0%  | 65,0% | 8,6 | 1,2 | 0,9 | 0,9 | 13,7 |
| 2014/15 | Denver   | 75  | 71  | 27,8 | 50,7% | 12,5% | 69,1% | 8,9 | 1,2 | 0,8 | 0,8 | 12,6 |
| 2015/16 | Denver   | 67  | 64  | 25,3 | 55,8% | 50,0% | 61,3% | 8,7 | 1,2 | 0,5 | 0,9 | 12,5 |
| 2016/17 | Denver   | 61  | 34  | 21,2 | 54,8% | 0,0%  | 69,3% | 7,6 | 0,9 | 0,7 | 0,7 | 9,6  |
| 2017/18 | Denver   | 32  | 7   | 14,4 | 51,4% | 0,0%  | 70,6% | 4,8 | 0,6 | 0,4 | 0,4 | 5,9  |
| 2018/19 | Brooklyn | 12  | 0   | 9,8  | 59,5% | 20,0% | 62,5% | 3,7 | 0,2 | 0,2 | 0,3 | 5,1  |
| 2018/19 | Houston  | 25  | 13  | 24,4 | 58,7% | 35,0% | 65,1% | 8,2 | 0,7 | 0,6 | 0,8 | 12,9 |
| Razem   |          | 478 | 385 | 24,5 | 54,6% | 22,2% | 65,4% | 8,1 | 1,0 | 0,7 | 0,8 | 11,4 |

### Play-offy
| Sezon | Drużyna | M  | S5 | MPG  | FG%   | 3P%  | FT%   | RPG  | APG | SPG | BPG | PPG  |
| ----- | ------- | -- | -- | ---- | ----- | ---- | ----- | ---- | --- | --- | --- | ---- |
| 2012  | Denver  | 7  | 7  | 27,4 | 53,3% | –    | 75,0% | 10,0 | 0,6 | 0,7 | 1,1 | 10,4 |
| 2013  | Denver  | 5  | 4  | 29,0 | 62,5% | –    | 73,3% | 8,4  | 0,2 | 1,0 | 0,2 | 10,2 |
| 2019  | Houston | 6  | 0  | 9,3  | 69,2% | 100% | 83,3% | 3,5  | 0,3 | 0,3 | 0,0 | 4,0  |
| Razem |         | 18 | 11 | 21,8 | 58,1% | 100% | 75,8% | 7,4  | 0,4 | 0,7 | 0,5 | 8,2  |